# NS série 3700
Les série 3700 sont des locomotives à vapeur de disposition Ten wheel (230) des Nederlandse Spoorwegen construites entre 1910 dans les chemins de fer et 1928, utilisées sur des trains rapides et omnibus. La locomotive no 3737, qui remorqua le 7 janvier 1958 le dernier train commercial en traction vapeur aux Pays-Bas, est préservée.

## Genèse
En 1910, les Staatsspoorwegen (SS) emploient nombre de locomotives obsolètes atteignant la trentaine d'années. Les 135 locomotives de la série 801-935 sont le modèle le plus abouti mais ces 220 à cylindres intérieurs et châssis apparent remontent à 1899 et souffrent d'une base plus archaïque que celles du grand rival de la Hollandsche IJzeren Spoorweg-Maatschappij. Les cinq Atlantic série 995-999 censées leur succéder s'étaient montrées terriblement décevantes à cause de leur instabilité. À la même époque, les pays voisins (Allemagne, Angleterre, Belgique) sont passés aux trois essieux moteurs pour leurs trains rapides les plus lourds et expérimentent avec un certain succès les locomotives à quatre cylindres et simple expansion, qui bénéficie d'une marche plus stable, avec moins d'à-coups.
À titre d'essais, la compagnie d’État emprunte l'une des six Ten Wheel à deux cylindres intérieurs série 30-35 (nl) de la Noord-Brabantsch-Duitsche Spoorweg-Maatschappij (nl) et la met à l'essai sur la ligne Amsterdam - Emmerich. Ils décident cependant d'opter pour un modèle à quatre cylindres doté de la surchauffe.

## Mise au point
Les ingénieurs[Qui ?] suivent l'exemple britannique[Quoi ?] et conçoivent un modèle dédié aux trains lourds. La chaudière est à foyer Belpaire à ciel rectangulaire et l'échappement de type P.O. Les quatre cylindres attaquant le premier essieu couplé, un écart important a été ménagé entre cet essieu et le bogie afin de ne pas avoir de tiges de piston trop courtes. La chaudière est pourvue d'un surchauffeur Schmidt. Il s'agit alors des locomotives les plus puissantes du pays, surpassant le matériel des compagnies rivales .

### Construction
Les 701-706 et 707-718 sont livrées en 1910 et 1911 par l'anglais Beyer-Peacock & co. et suivies par les 731-742 commandées la même année au constructeur local Werkspoor (nl). Suivent 18 locomotives (719-730 et 695-700) livrées en 1913 par Beyer-Peacock.

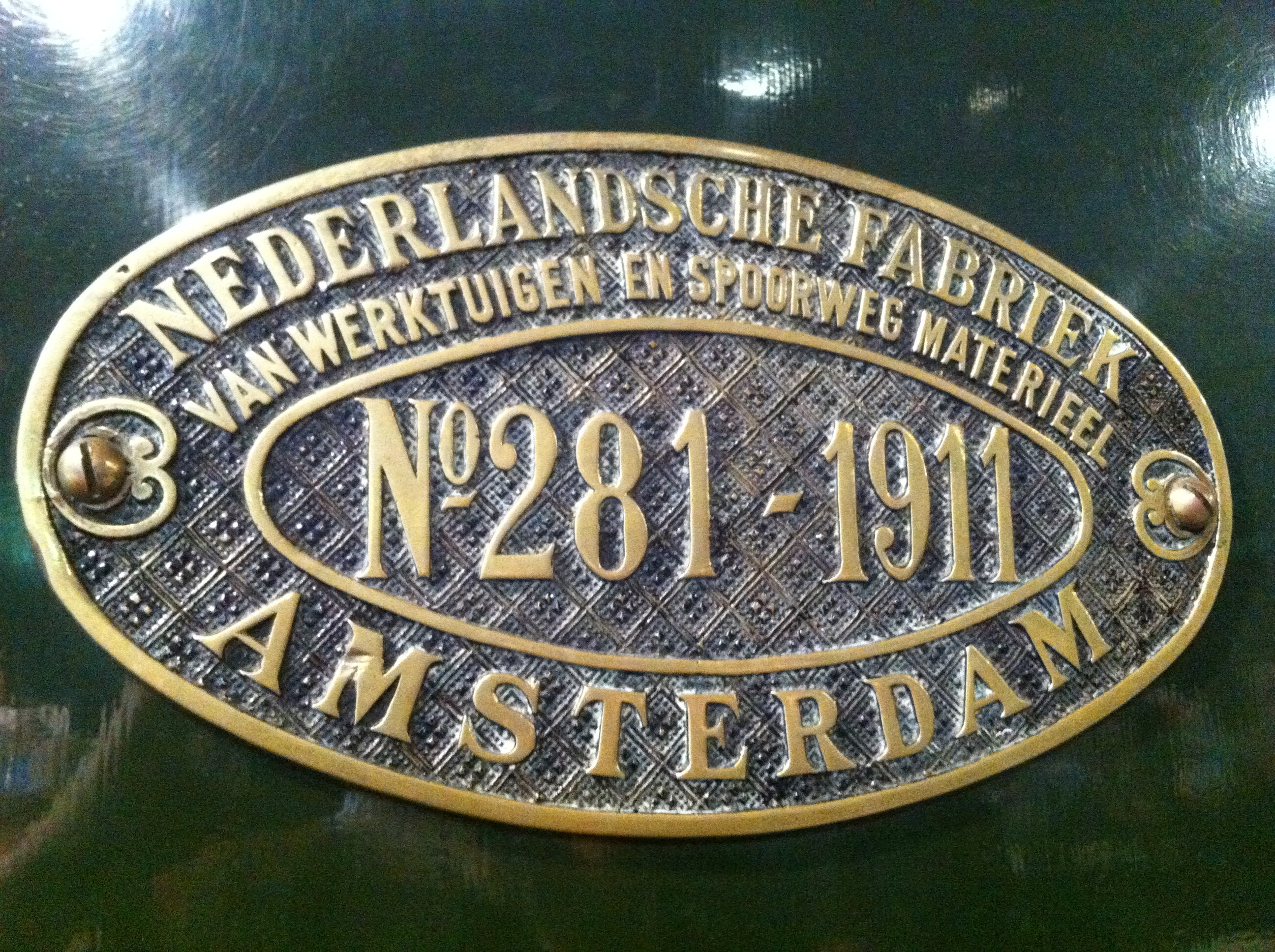
Plaque constructeur de la 3737.

La construction des locomotives suivantes, confiée à Werkspoor, est ralentie par l'entrée en guerre des pays voisins : les 751-760 sont livrées en 1913-1914 ; les 751-766 en 1915 et les 767-778 entrent en service en 1918-1919.
Deux constructeurs allemands (Schwartzkopff et Henschel) livrent les 785-799 et 685-695 en 1921. Une version légèrement améliorée est livrée par Werkspoor en 1921. Ces dernières auraient dû porter les n°779-784 mais la renumérotation des locomotives qui précèdent (3701-3784 et 3791-3815) leur vaut d'être immatriculées 3785 à 3791.
En 1928, la livraison par Schwartzkopff des 3815 à 3820 porte la série à 120 exemplaires ; ces dernières se distinguent par des cylindres plus longs.

### Modèles dérivés

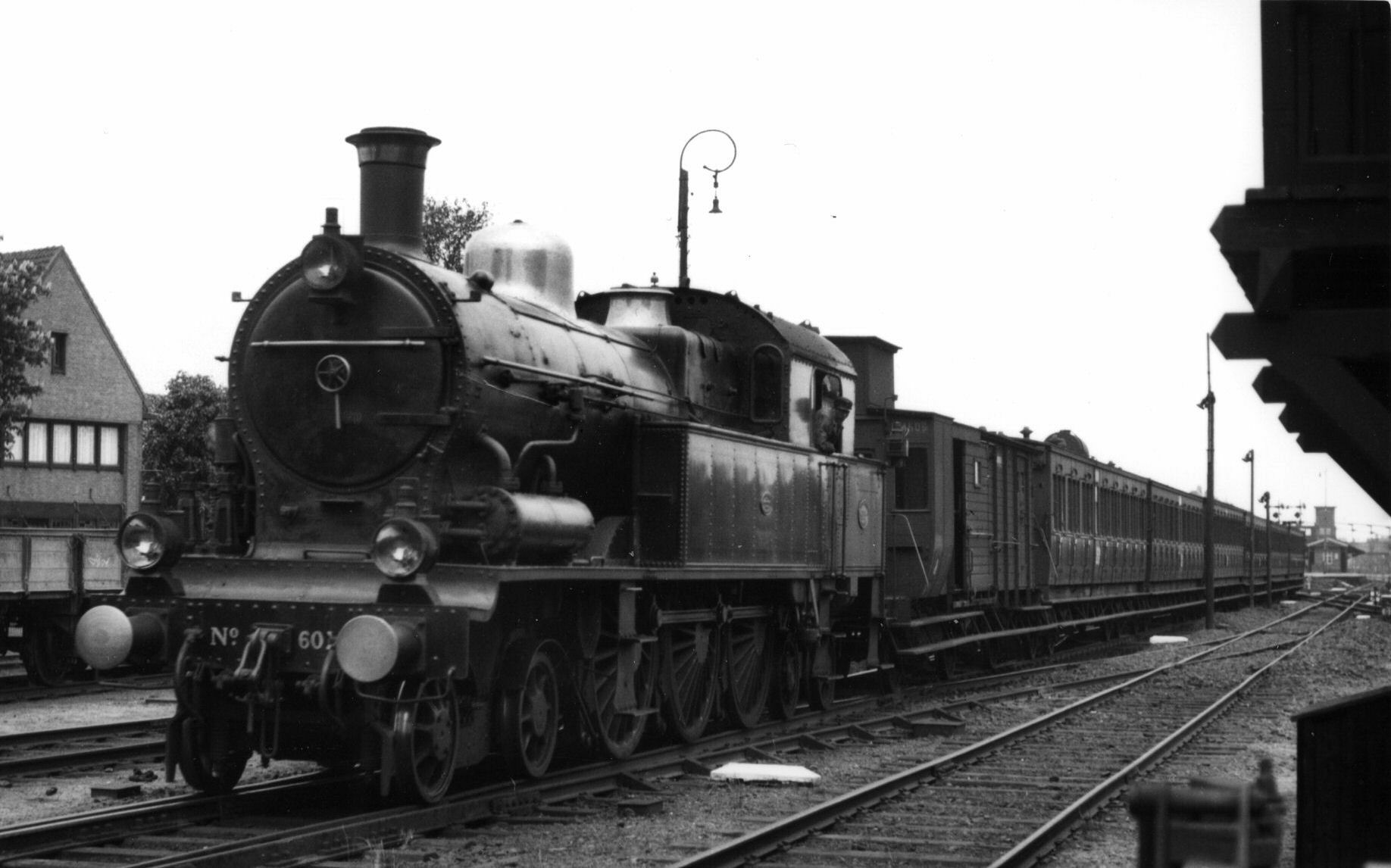
Série 6000.

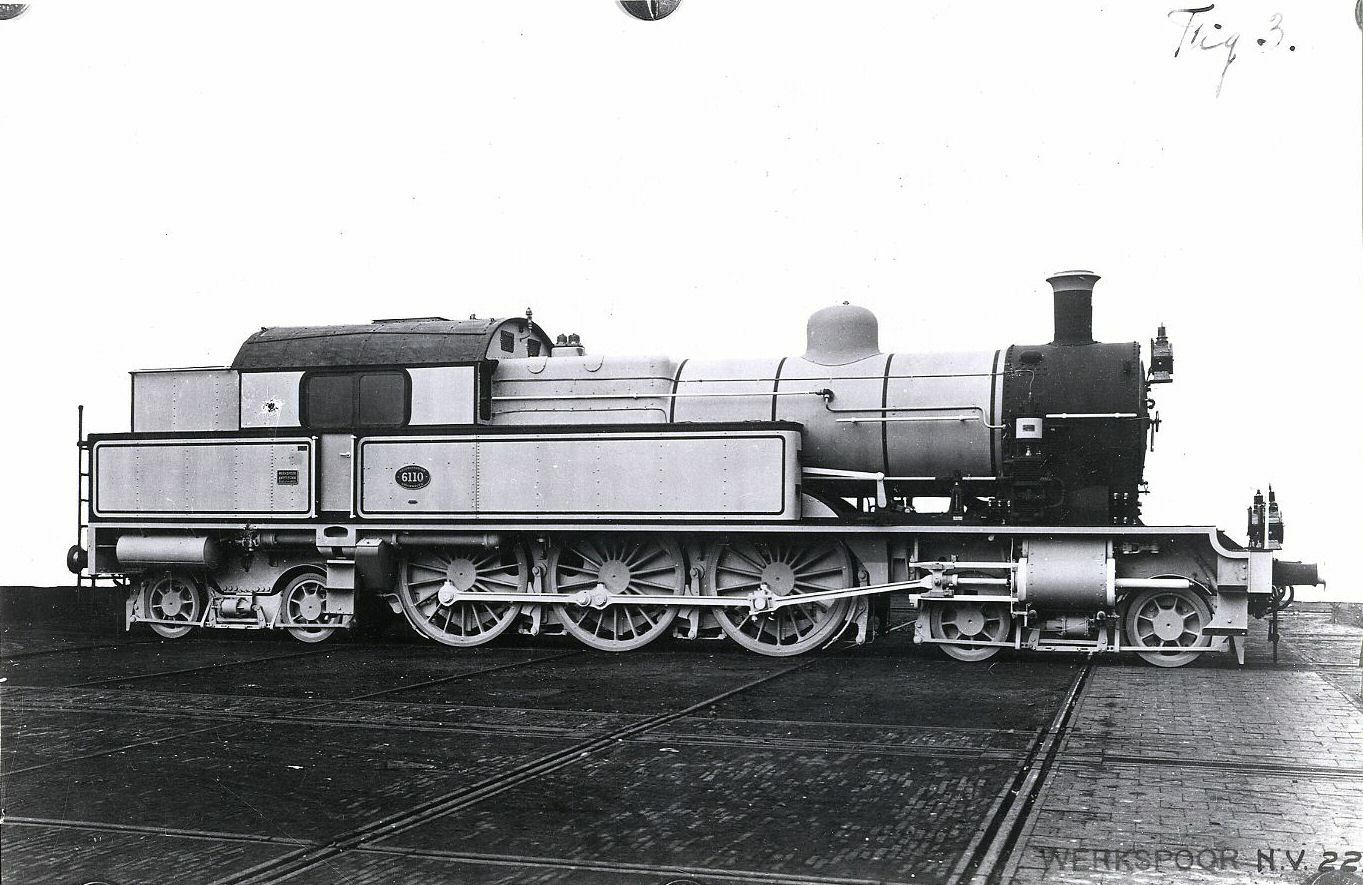
Série 6100.

Les 701-750 donnant pleinement satisfaction mais nécessitant d'être virées sur plaque tournante car elles ne pouvaient soutenir les mêmes vitesses en roulant tender en avant, le besoin se faisait sentir d'une locomotive-tender dérivée de ces Ten wheel avec un second bogie à l'arrière. Il était toutefois impossible de reprendre telle quelle la base des série 700 car l'ajout des réserves de charbon et d'eau aurait fait monter le poids à l'essieu bien au-delà des 16 t réglementaires. Beyer-Peacock propose donc un nouveau modèle de chaudière simplifié et conçoit la locomotive en se passant des deux cylindres extérieurs et la distribution associée. 40 locomotives de la future série 6000 sont construites en 1913-1916 mais seulement 26 seront réceptionnées, les 14 restantes étant saisies par le Gouvernement britannique, affectées au ROD militaire et rachetées après-guerre par le Nord français où elles deviendront les 232 T Nord 3.871 à 3.884 ex-ROD.
À la fin des années 1920, le renforcement des infrastructures permet des locomotives plus lourdes et de nouvelles 232T à quatre cylindres peuvent devenir une réalité. Dix locomotives (6101-6110) sont livrées par Werkspoor et Hohenzollern en 1929. Ces longues locomotives seront surnommées "tenderjumbo" par métonymie avec la série 3700 qualifiées de "jumbos". Les dernières 6000 et 6100 sont radiées en 1957.
La chaudière des 3700 se retrouve aussi sur les vingt Consolidation de la série 4600 de 1923 qui sont des locomotives à deux cylindres extérieurs conçues pour des trains de charbon lents en reprenant un châssis proche des 141T de la série 6200. Ce modèle se révélera moins réussi à cause d'une démarche agitée attribuée à l'absence des cylindres intérieurs.

## Carrière
Les locomotives de la série sont affectées aux trains express et internationaux les plus lourds, enlevant progressivement aux locomotives à deux essieux moteurs les services prestigieux. Dans les années 1910, la vitesse commerciale des trains de voyageurs était toutefois limitée à un strict 90 km/h. Elles serviront également dans certains cas à la traction de trains de marchandises.
La 3804 est pourvue en 1937 d'un carénage englobant les roues porteuses et le tender ; l'essai resta sans lendemain en raison d'une efficacité médiocre et d'un entretien moins aisé. Son aspect peu avenant lui a valu le surnom de "potvis" (cachalot).
En 1929-1930, les trente-cinq Ten wheel plus puissantes et plus modernes de la série 3900 (nl) leur enlève les express. La fin de la Seconde Guerre mondiale voit arriver plusieurs modèles concurrents (neufs ou de seconde main) mais c'est avant tout l'électrification du réseau néerlandais, réalisé à grands pas à partir des années 1930, qui pousse les 3700 vers la sortie. L'arrivée des premières locomotives diesel de ligne (surtout prévues pour les marchandises) et de nouveaux autorails fait disparaître la vapeur des lignes non électrifiées. Les dernières 3700 sont radiées durant l'hiver 1957-1958 en même temps que les autres modèles à vapeur modernes des NS.

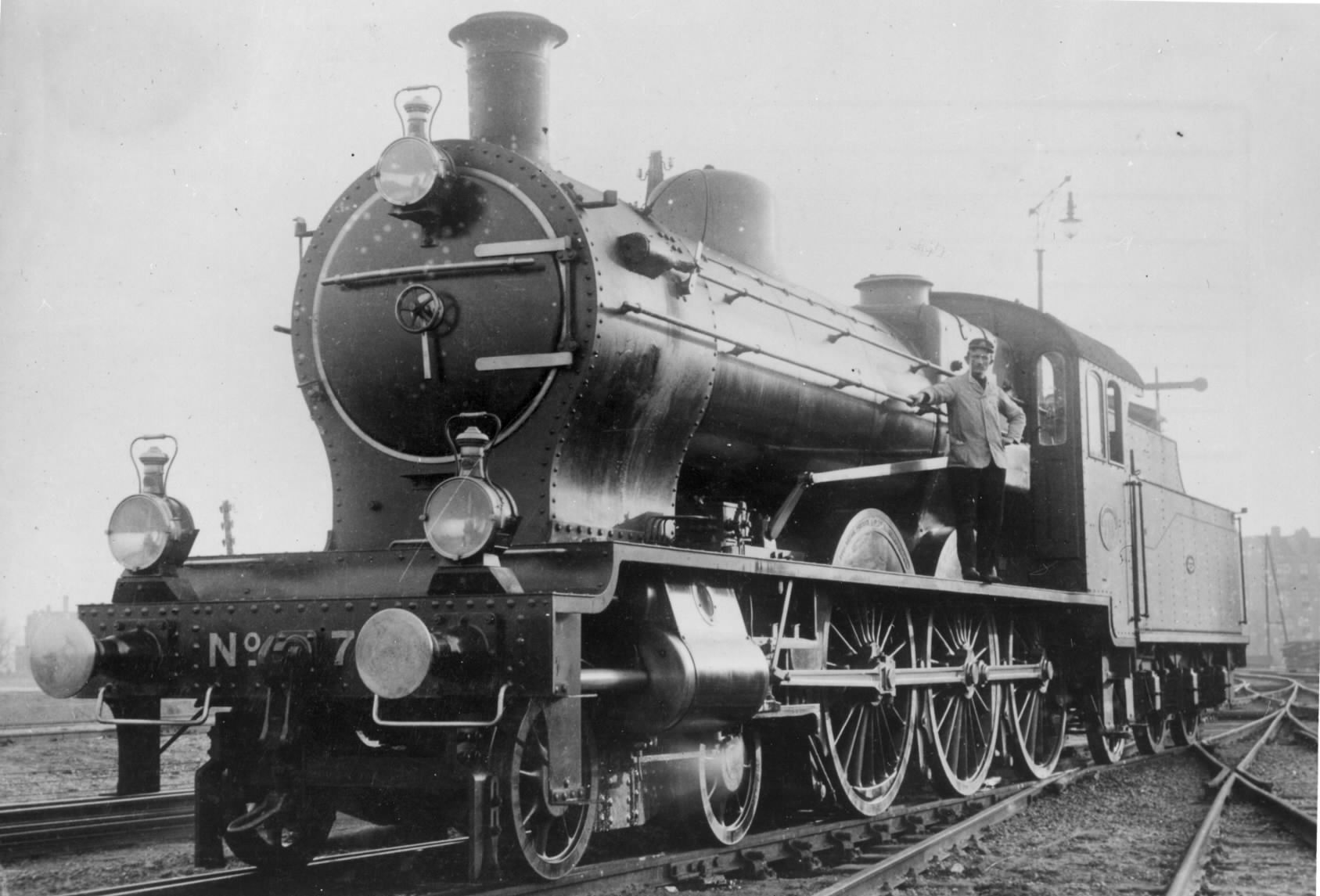
La 713 des Staatsspoorwegen, construite en 1911.
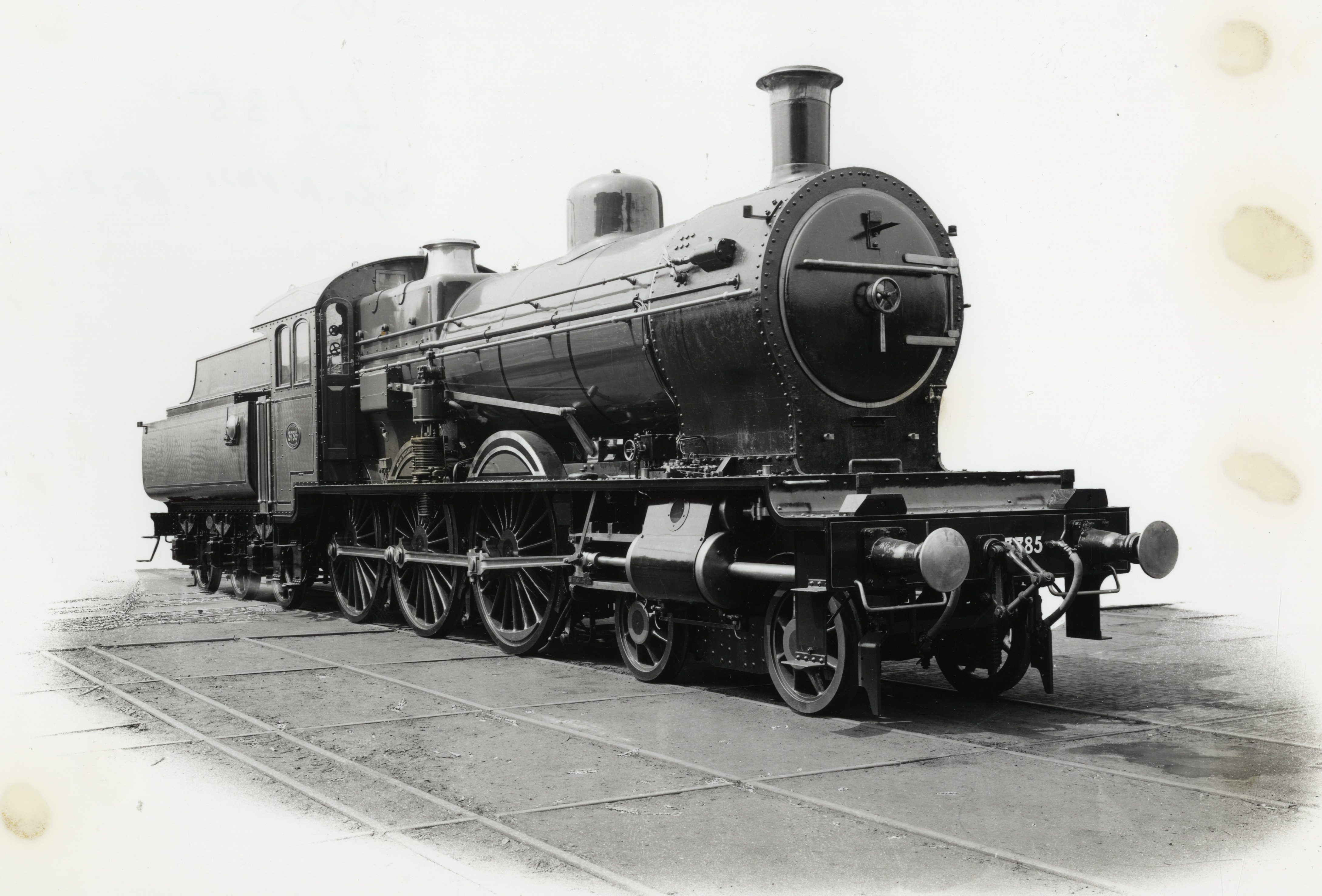
La 3785 (Werkspoor 1921) avec un tender débordant.
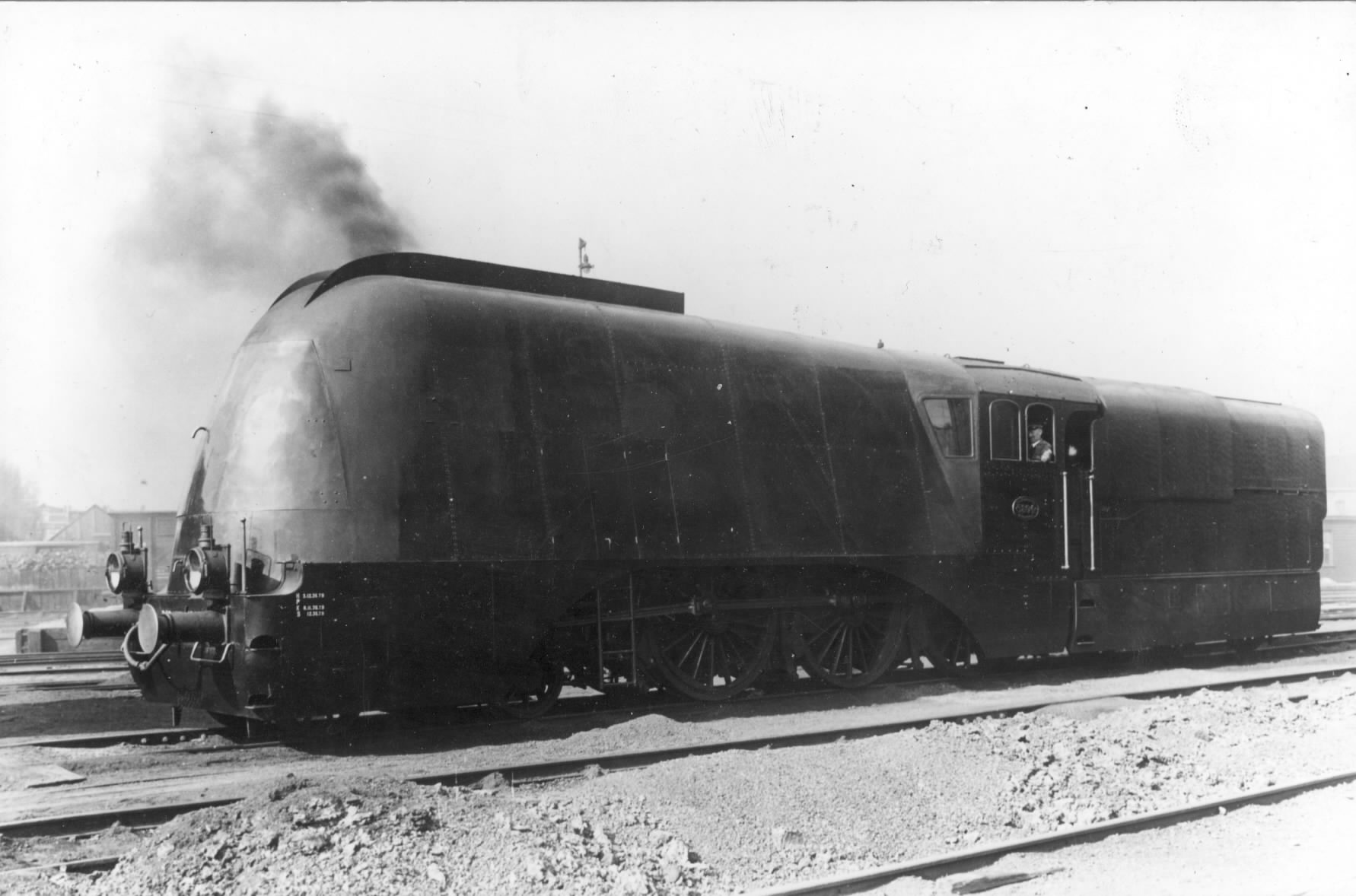
3804 carénée.
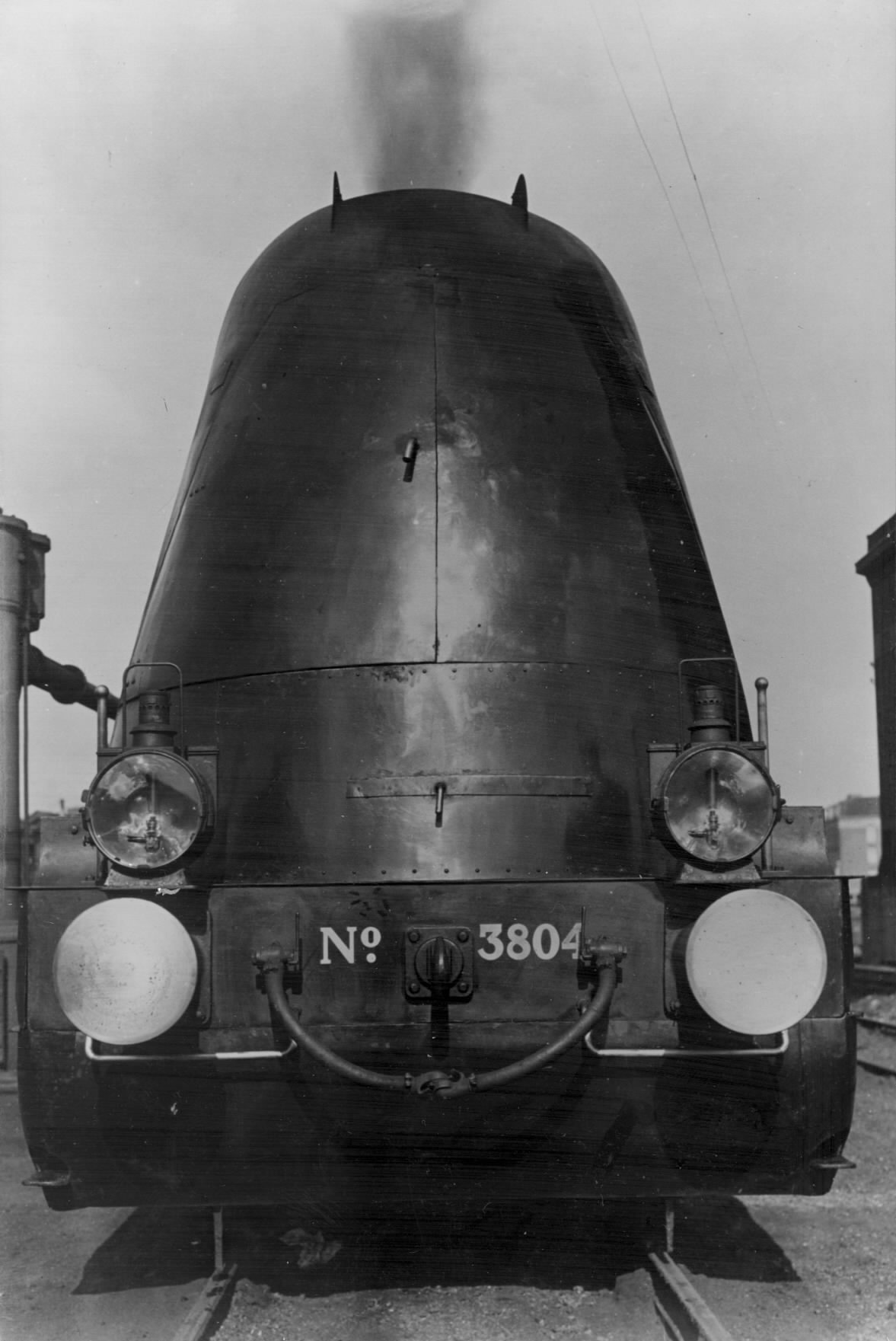
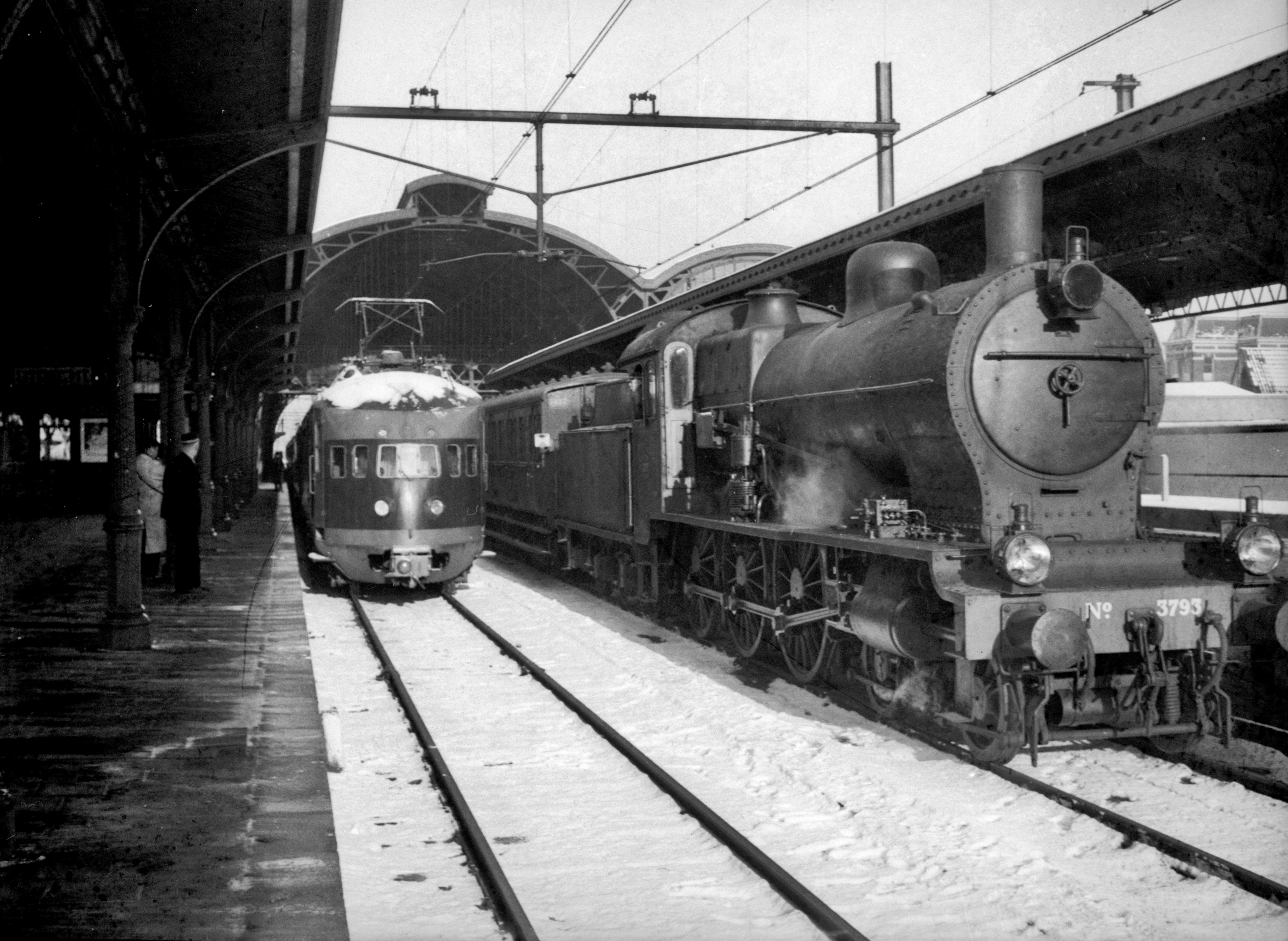
3793 en 1950.
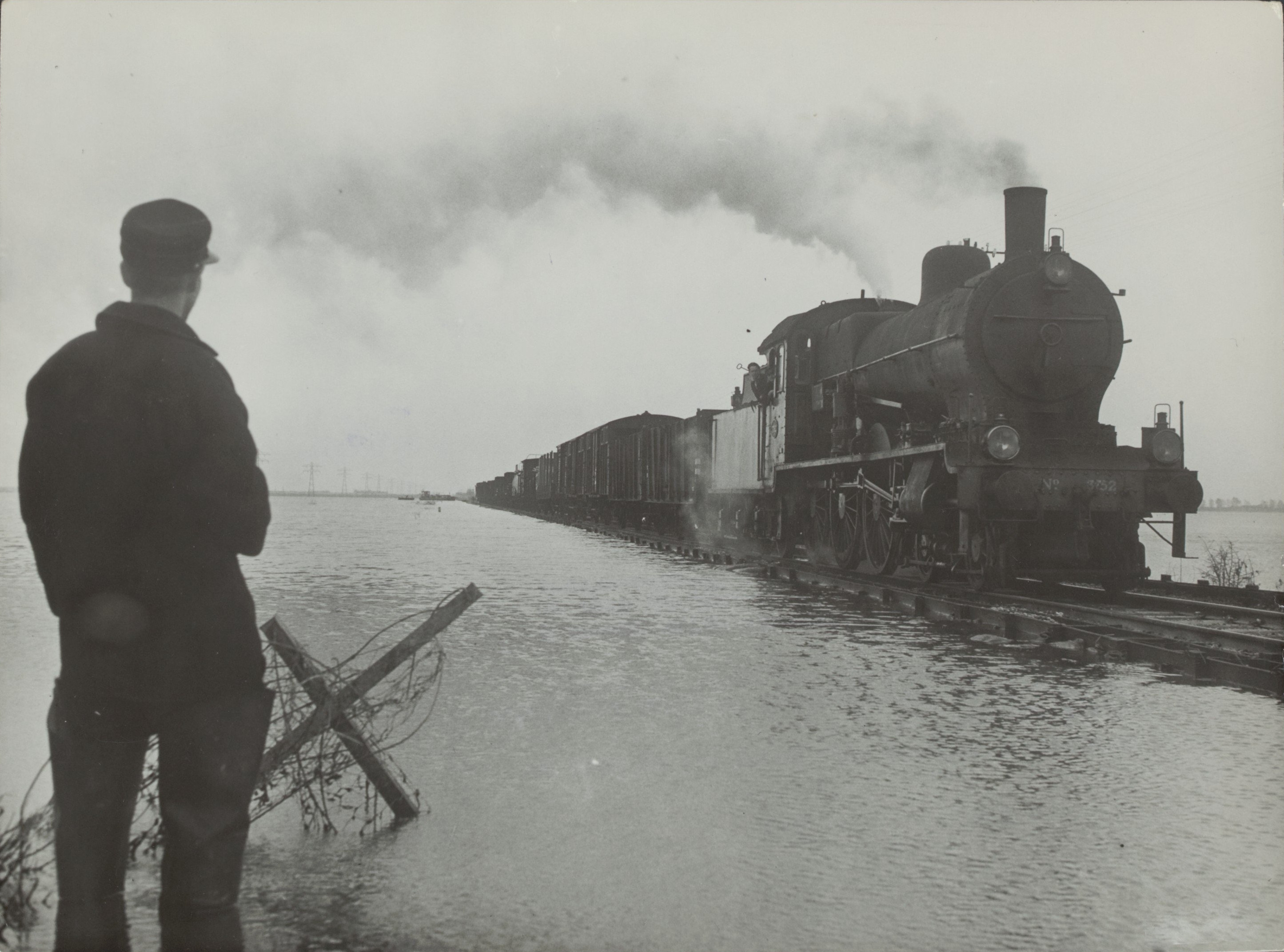
Train de marchandises tracté par la 3752 lors de la désastreuse inondation de 1953.

## Préservation
La 3737, construite par Werkspoor (nl) en 1911 avec le numéro 731 est préservée au musée des chemins de fer d'Utrecht. Première de la série livrée par un constructeur hollandais, elle fut choisie pour le tout dernier parcours d'un train à vapeur le 7 janvier 1958 et préservée par la suite. Elle a été remise en état de marche dans les années 1970 et dotée d'une chaudière renouvelée en 1996 mais est désormais statique depuis un incident à la fin des années 1990.